# Захарій Єрусалимський
Заха́рій (грец. Ζαχαρίας; ? — 21 лютого 632/633?) — патріарх Єрусалимський (609—632/633). Святий Єрусалимської православної церкви. Під час ірано-візантійської війни (602—628) перебував у Єрусалимі. Обраний патріархом після Ісаака (609). У квітні 614 р. обложений в Єрусалимі іранськими військами під проводом Шахрвараза і юдейськими повстанцями. Не бажаючи кровопролиття, домовився із нападниками здати місто без бою, що обурило єрусалимську християнську громаду. Іранці та юдеї взяли Єрусалим, вирізали християн (від 17 до 90 тисяч) і понищили церкви. Всупереч домовленостям Захарія посадили до в'язниці й піддали тортурам, допитуючи місце знаходження Животворного хреста та інших скарбів. Звільнений з полону завдяки перемогам візнатійців під проводом імператора Іраклія (627), який урочисто повернув Животворний хрест до Єрусалиму. Точний рік смерті невідомий — 631, 632 або 633. Канонізований Єрусалимською церквою. День пам'яті — 21 лютого. Також — Захарія, Захарій І.